# Koke (2025.)
Koke je nadolazeći hrvatski film iz 2025. godine, redatelja i scenarista Igora Jelinovića, u produkciji hrvatskog studija Ecletica i koprodukciji srpskog studija Baš Čelik.

## Radnja
Tonina, koju svi od milja zovu Koke, oduvijek je preuzimala odgovornost za brigu o cijeloj svojoj i sestrinoj obitelji, uvjerena da bi bez nje sve bilo u kaosu. Bez obzira na prepreke, Tonina se nesebično trudi i daje sve od sebe, ali osjeća da joj obitelj ne uzvraća zahvalnošću onoliko koliko bi ona željela. Potajno odlučuje prepisati kuću na Hvaru na svoje ime, uvjerena da to zaslužuje. Međutim, kada njezin plan izađe na vidjelo, obiteljsko okupljanje pretvara se u mjesto gdje na površinu izlaze godinama potiskivane zamjerke i neriješeni sukobi, što vodi do konačne eskalacije.

## Glumačka postava
- Snježana Sinovčić kao Tonina "Koke"
- Aleksandra Janković
- Šimun Šitum
- Stojan Matavulj
- Ana Marija Veselčić
- Leon Lučev

## Produkcija
Projekt je započeo scenarističkom radionicom koju je 2018. vodio rumunjski scenarist Răzvan Rădulescu, a iste godine uključio se i u program "First Films" First Goethe-Instituta. Tijekom razvoja, ostvario je značajne uspjehe, uključujući nagradu za najbolji pitching na Sofia Meetings 2019., kao i financijsku nagradu žirija i MIDPOINT-ovu nagradu za scenarističko savjetovanje na Connecting Cottbusu 2020. godine. U produkciji hrvatskog studija Ecletica i koprodukciji srpskog studija Baš Čelik, film se snimao od 22. veljače do kraja ožujka 2024. godine u Zagrebu, Splitu i na otoku Hvaru na kojem se odvija veći dio radnje.

## Vanjske poveznice
- Službena stranica filma – Ecletica
- Koke u internetskom katalogu hrvatskih filmova HAVC-a